# Ulanbek Moldodossow
Ulanbek Moldodossow (* 18. Juni 1976 in Frunse) ist ein ehemaliger kirgisischer Gewichtheber.

## Karriere
Ulanbek Moldodossow nahm an den Olympischen Sommerspielen 2008 teil, wobei er den elften Rang in der Kategorie bis 85 kg mit 346 kg erringen konnte. Bei den Olympischen Sommerspielen 2004 war er wiederum Elfter mit 342,5 kg. Bei den Asienspielen 2006 belegte er den vierten Platz in der Gewichtsklasse bis 85 kg mit 340 kg. Moldodossow konnte bei der Weltmeisterschaft 2007 den 18. Platz mit einer Leistung von 350 kg erreichen.